# Orélie Antoine de Tounens
Orélie-Antoine de Tounens (Chourgnac, 12 maggio 1825 – Tourtoirac, 17 settembre 1878) è stato un avvocato e avventuriero francese che assunse il titolo di re di Araucanía e Patagonia come Aurelio Antonio I. Non si sa se Tounens si fosse auto-proclamato re o se fosse stato eletto da un gruppo di Mapuche.

## Primi anni
Orélie-Antoine de Tounens nacque 12 maggio 1825 a Chourgnac, in Dordogna. Si trasferì a Coquimbo in Cile nel 1858. Trascorse due anni a Valparaíso e a Santiago del Cile, in seguito si trasferì a Valdivia ove incontrò due mercanti francesi, Lachaise e Desfontaines, ai quali spiegò il suo piano di fondare una colonia francese nell'Araucanía, un territorio fino ad allora abbandonato e apparentemente irrilevante per lo Stato cileno. Nel 1860 si trasferì in Araucanía tra i mapuche che, all'epoca, erano de facto indipendenti.

## La creazione di un nuovo stato

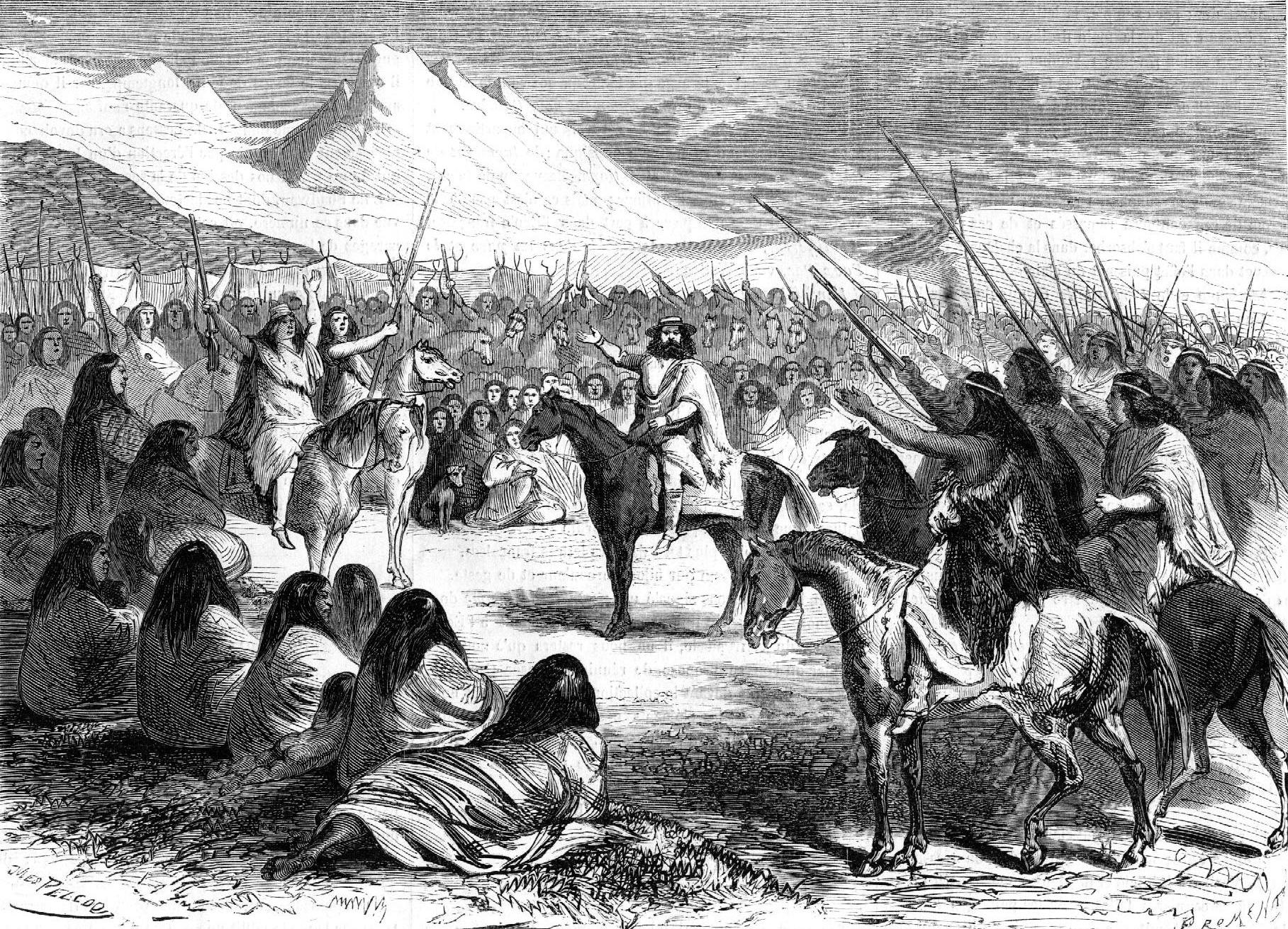
De Tounens viene acclamato re dai Mapuche

Sulla base della sua esperienza di avvocato, de Tounens sostenne che l'area non apparteneva al Cile o all'Argentina, da poco indipendenti, e così volle creare uno stato indipendente che si estendeva a sud del fiume Bío Bío. Il 17 novembre 1860 firmò una dichiarazione di indipendenza nella fattoria del francese F. Desfontaine, che divenne il suo "ministro degli Esteri". In un'assemblea dei capi delle varie tribù del territorio noto come "Araucanía" fu nominato monarca costituzionale dai leader tribali. Creò un inno nazionale, una bandiera, scrisse una costituzione, nominò tra gli altri i ministri dell'agricoltura, dell'istruzione, e della difesa, e aveva monete coniate per il suo regno.
In seguito, un leader tribale della Patagonia gli si avvicinò con il desiderio di entrare a far parte del regno, e la Patagonia fu unita al regno. Inviò copie della Costituzione ai giornali cileni; El Mercurio ne pubblicò una parte il 29 dicembre 1860. De Tounens tornò a Valparaíso per attendere i rappresentanti del governo cileno. Essi in primo luogo lo ignorarono; tentò anche di coinvolgere il governo francese nella sua idea, ma il console francese, dopo aver fatto alcune indagini, giunse alla conclusione che de Tounens era pazzo.
De Tounens, tornato in Araucanía, dovette vedere molte tribù Mapuche di nuovo pronte a combattere le incursioni dell'esercito cileno durante l'occupazione dell'Araucanía. Nel 1862 De Tounens fece visita ad altre tribù. Tuttavia, il suo servo, Juan Bautista Rosales, contattò le autorità cilene che arrestarono de Tounens. Lo processarono e stavano per mandarlo in un manicomio quando il consolato francese intervenne e fu deportato in Francia.

## Fatti successivi

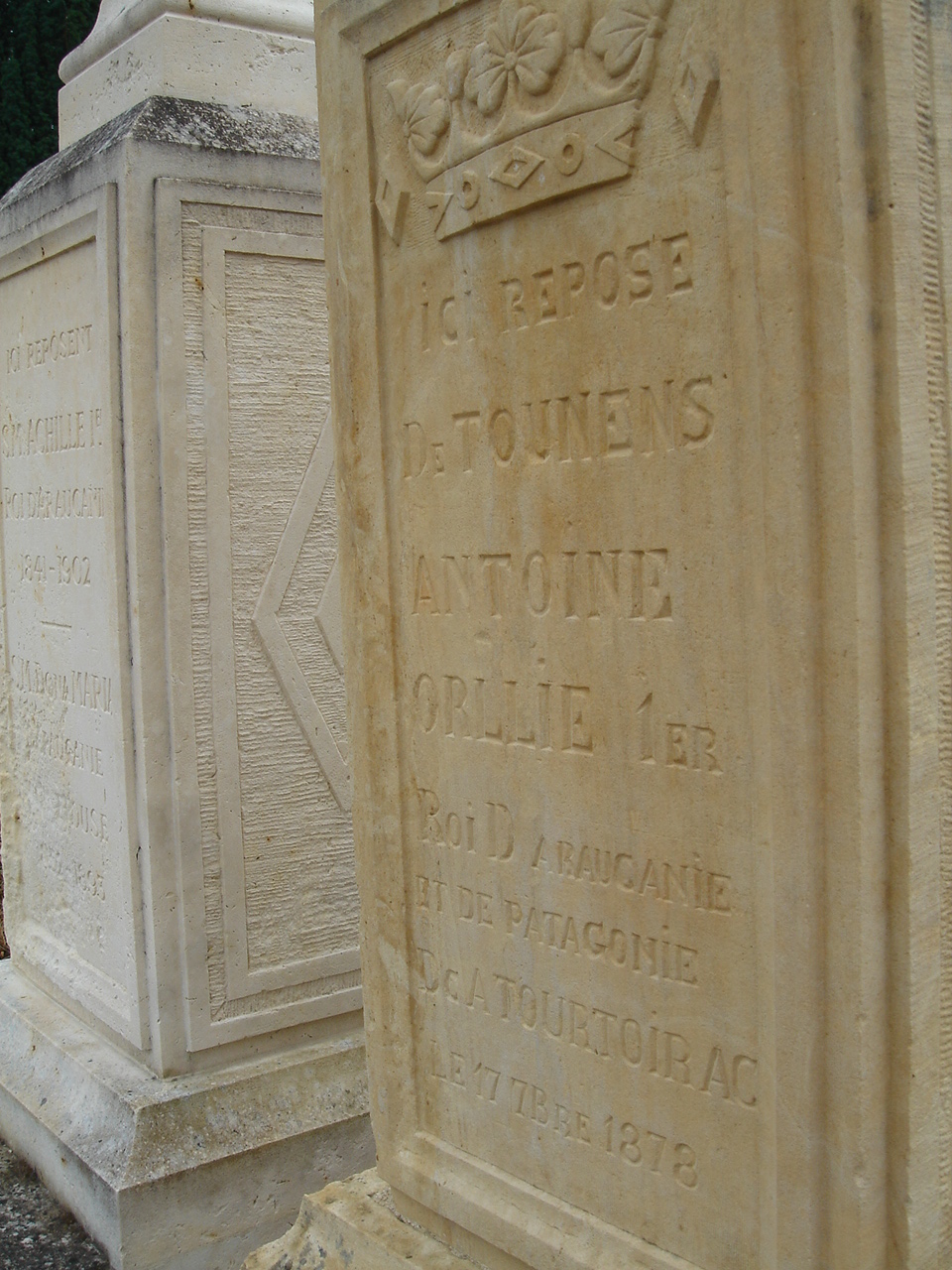
La tomba di de Tounens

De Tounens pubblicò le sue memorie nel 1863. Nel 1869, ripartì verso l'Araucanía. I Mapuche rimasero sorpresi di vederlo, perché le autorità cilene avevano detto loro di averlo giustiziato. De Tounens, già impegnato nella riorganizzazione del suo regno, se la dovette vedere con il colonnello Cornelio Saavedra Rodríguez, che aveva promesso una ricompensa per la sua testa, ma i mapuche decisero di difendere il loro insolito alleato.
Finiti i soldi nel 1871, De Tounens tornò in Francia, dove pubblicò una seconda serie delle sue memorie. Fondò inoltre un giornale araucano, La Corona de Acero ("La Corona d'acciaio"). Nel 1872, disse che stava cercando una sposa in modo da avere un erede, ma non ne trovò alcuna.
Nel 1874, de Tounens provò di nuovo a tornare al suo regno, questa volta con alcune armi e munizioni che riuscì a comprare con il debole supporto di alcuni imprenditori europei. Viaggiò con un passaporto falso perché in Cile era persona non grata. Fu però riconosciuto appena sbarcato a Bahía Blanca (in Argentina) nel luglio 1874 e sommariamente deportato in Francia.
De Tounens cercò di tornare in Araucania di nuovo nel 1876, ma alcuni rapinatori lo consegnarono alle autorità cilene. Si ammalò e dovette subire un'operazione molto delicata. La sua salute non gli permise di continuare il suo viaggio ed egli tornò in Francia.
Massone, membro della loggia di Périgueux Les Amis Persévérants et l'Étoile de Vésone del Grande Oriente di Francia, scrisse delle lettere ai suoi fratelli massoni chiedendo aiuto per le proprie spedizioni.
Orélie-Antoine de Tounens morì il 17 settembre 1878 a Tourtoirac, in Francia.